# Большая Хариусная (приток Усьвы)
Большая Хариусная — река в Горнозаводском городском округе Пермского края, приток Усьвы. Впадает в Усьву слева в 200 км от её устья. Длина реки 22 км. Истоки реки у южного подножия горы Хариусный Камень. От истока течёт на юго-запад, затем преимущественно на север по елово-пихтовому лесу. Впадает в Усьву у урочища Граничное. Участок нижнего течения — в заповеднике Басеги

## Данные водного реестра
По данным государственного водного реестра России, река относится к Камскому бассейновому округу, бассейн реки Кама, подбассейн — Кама до Куйбышевского водохранилища (без бассейнов рек Белой и Вятки), водохозяйственный участок реки — Чусовая от в/п пгт. Кын до устья. Код объекта в государственном водном реестре — 10010100712111100011429.